# Alex DeLarge
Alex DeLarge est le personnage principal du roman de science-fiction d'Anthony Burgess L'Orange mécanique écrit en 1962, et du film Orange mécanique de Stanley Kubrick en 1971. Il s'agit d'un adolescent passionné par la musique de Ludwig van Beethoven, spécialement la 9e symphonie, par le sexe et par l'« ultraviolence ».

## Histoire du personnage dans le roman

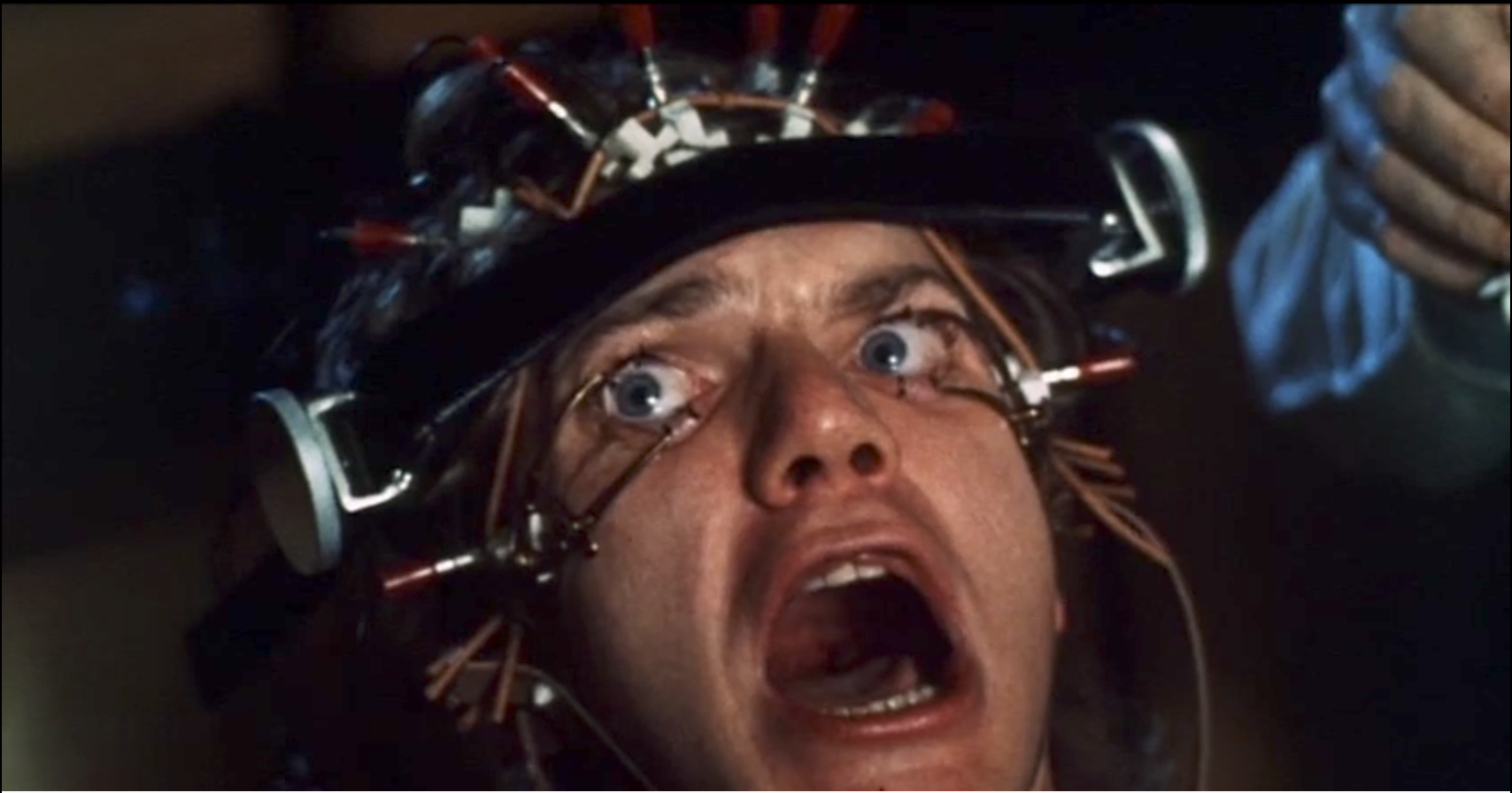
Malcolm McDowell dans le test Fock dans la bande-annonce originale de "A Clockwork Orange" (1971).

Alex est le chef de sa bande, il appelle ses amis ses droogs (droogies en VO). Sa bande se compose de Pierrot, Jo et Momo (respectivement Pete, Georgie et Dim dans la version originale). Ils font partie d'un de ces nombreux gangs de jeunes qui évoluent dans un univers urbain décadent. Ils s'expriment dans un argot anglo-russe auquel l'auteur du roman, Anthony Burgess, a donné le nom de Nadsat, le mot « droog » faisant ainsi référence au mot « друг » (« ami » en russe). Leur boisson préférée est le Moloko Plus (« молоко » - « lait » en russe), un lait « dopé » (speed). Un soir, après s'en être intoxiquée, la bande s'engage dans une nuit d'« ultraviolence ».
À la suite de plusieurs événements, Alex tue accidentellement une femme au moyen d'une statue de forme phallique. Lorsqu'il entend les sirènes de la police, Alex essaie de s'enfuir mais il est trahi par ses droogies. Dim le frappe avec une bouteille en verre contenant du lait. Alex est immédiatement arrêté.
Deux ans plus tard, toujours en prison, Alex se propose en tant que cobaye pour tester le procédé Ludovico, censé l'empêcher d'utiliser violence et sexe et lui permettre d'être libéré à la fin du traitement.
Après deux semaines de la technique Ludovico, le ministre de l'Intérieur organise une démonstration pour prouver qu'Alex est « guéri ». Un homme le roue de coups et une femme aux seins nus apparaît, mais il ne peut ni se défendre des coups ni toucher les seins de la femme.
Après sa remise en liberté, il apparaît totalement inadapté et sans défense face au reste de la société. Il rencontre plusieurs de ses anciennes victimes, notamment un écrivain dont Alex avait violé la femme, morte peu de temps après. Torturé par ce dernier, Alex tente de se suicider.